# サン・ダミアーノ・アル・コッレ
サン・ダミアーノ・アル・コッレ（伊: San Damiano al Colle）は、イタリア共和国ロンバルディア州パヴィーア県にある、人口約600人の基礎自治体（コムーネ）。

## 地理

### 位置・広がり

#### 隣接コムーネ
隣接するコムーネは以下の通り。括弧内のPCはピアチェンツァ県所属を示す。
- ボズナスコ
- カステル・サン・ジョヴァンニ (PC)
- モントゥ・ベッカリーア
- ロヴェスカーラ

### 気候分類・地震分類
気候分類では、zona E, 2851 GGに分類される。
また、イタリアの地震リスク階級 (it) では、zona 3 (sismicità bassa) に分類される
。

## 行政

### 分離集落
サン・ダミアーノ・アル・コッレには、以下の分離集落（フラツィオーネ）がある。
- Buffalora, Camporello, Casalunga, Mondonico, Santa Giuliana, Villa Marone